# Rahel Sanzara
Œuvres principales
Das verlorene Kind (1926)
Rahel Sanzara, d'abord Rahel Sansara, de son vrai nom Johanna Bleschke, née le 9 février 1894 à Iéna et morte le 8 février 1936 à Berlin, est une danseuse et écrivaine allemande.

## Biographie

### Carrière de danseuse
Elle est l'aînée de quatre enfants d'un musicien. En 1912, elle est envoyée pour un apprentissage auprès d'un relieur à Blankenburg am Harz. En 1913, elle vient à Berlin et rencontre le médecin et écrivain Ernst Weiss, avec qui elle reste près de vingt ans (avec quelques interruptions). Après une formation rapide pour être une infirmière et d'autres tâches en 1914 et 1915, elle suit une formation de danseuse auprès de Rita Sacchetto (de) puis fait de la danse pantomime. Après avoir tourné dans un film en 1916 (Der Fall Routt...!), elle sort diplômée après une formation à Munich auprès de Otto Falckenberg puis apparaît dans le drame Tanja d'Ernst Weiss présenté à Prague. En 1921, elle est engagée au Théâtre de Darmstadt. En 1924, elle quitte le théâtre.

### Littérature
Son premier roman, Das verlorene Kind (« L'enfant perdu ») paraît d'abord dans la Vossische Zeitung puis en livre en 1926 chez Ullstein et attire beaucoup d'attention en raison de son sujet, le viol et le meurtre d'un enfant de quatre ans. Il est rapidement réédité plusieurs fois et traduit en onze langues. En 1926, le Prix Kleist lui est attribué mais elle le refuse. Cela alimente la rumeur de plagiat selon laquelle le véritable auteur serait Ernst Weiss qui se serait inspiré d'une histoire parue dans Der neue Pitaval (de). Ses œuvres suivantes n'ont pas de succès.
En 1927, elle épouse Walter Davidsohn, un agent de change d'origine juive. Après l'arrivée des nazis au pouvoir, lui émigre en France tandis qu'elle reste à Berlin où elle meurt en 1936 d'une longue maladie. Son nom figure dans les listes des auteurs interdits sous la dictature national-socialiste, sans doute en raison de son pseudonyme qui fait penser aux Nazis qu'elle est juive.

## Œuvre
- Das verlorene Kind. Roman. Ullstein, Berlin 1926. Neuausgabe: Suhrkamp, Frankfurt a. M. 2005, st 910,  (ISBN 3-518-37410-9)
- Die glückliche Hand. In: Vossische Zeitung, März 1933. Buchausgabe: Humanitas, Zürich 1936. Republication: Salier, Leipzig 2008,  (ISBN 978-3-939611-51-6)
- Hochzeit der Armen. Roman, manuscrit perdu.

Édition en français
- L'enfant perdu, traduction de Das verlorene Kind par Pierre Laclau, Fayard, 1935[3].

## Sources
- (de) Cet article est partiellement ou en totalité issu de l’article de Wikipédia en allemand intitulé « Rahel Sanzara » (voir la liste des auteurs).
- (de) Diana Orendi-Hinze: Rahel Sanzara. Eine Biographie. Frankfurt am Main: Fischer Taschenbuch-Verlag, 1981.
- (de) Volker Weidermann, 2009, Das Buch der verbrannten Bücher, btb-Verlag  (sur Sanzara pp. 96-98)